# Takuma Edamura
Takuma Edamura (født 16. november 1986) er en japansk fodboldspiller, som spiller for den japanske fodboldklub Tochigi SC.